# Jérôme Christ
Jérôme Christ (Illkirch-Graffenstaden, Alsacia, 4 de abril de 1938-Estrasburgo, 26 de octubre de 2023) fue un jugador de baloncesto francés. Fue medalla de bronce con Francia en el Eurobasket de Turquía 1959.